# نشان ملی ایتالیا
نشان ملی ایتالیا (به ایتالیایی: ترانس) از ۵ مهٔ ۱۹۴۸ به‌عنوان نشان ملی این کشور شناخته شده‌است. از لحاظ فنی این نشان ملی همچون یک نشان معمولی است و شباهت زیادی به سایر نشان‌های ملی ندارد. هدف از این کار این بوده که نشان ملی ایتالیا سنتی و براساس اعتقادات و عقاید باستانی نباشد. پیش از طراحی نشان جدید این کشور، حکومت ایتالیا که در آن زمان به‌صورت پادشاهی اداره می‌شد، یک صلیب سرخ نقره‌ای را به‌عنوان نشان ملی این کشور برگزیده‌بود.